# Neosebastes nigropunctatus
Neosebastes nigropunctatus är en fiskart som beskrevs av Mcculloch, 1915. Neosebastes nigropunctatus ingår i släktet Neosebastes och familjen Neosebastidae. Inga underarter finns listade i Catalogue of Life.